# Appias epaphia
Appias epaphia é uma borboleta da família Pieridae. Ela é encontrada na África, ao sul do Saara. O habitat dela é constituído por florestas.
A envergadura é de 40-50 mm (1.6–2.040–50 millimetres (1,6–2,0 in). Os adultos estão em fase de voo durante o ano todo, mas, principalmente, de Março a Maio, na África do sul.
As larvas alimentam-se de espécies Capparis (incluindo Capparis sepiaria), Maerua racemulosa, e Boscia albitrunca.

## Sub-espécies
- A. e. epaphia
- A. e. orbona (Boisduval, 1833)
- A. e. contracta (Butler, 1888)
- A. e piresi (Mendes & Bivar de Sousa, 2006)